# Oakhurst (Kalifornia)
Oakhurst – jednostka osadnicza w Stanach Zjednoczonych, w stanie Kalifornia, w hrabstwie Madera.